# FC PlayFair!
Der FC PlayFair! Verein für Integrität und Nachhaltigkeit im Fußball e. V. ist eine Organisation, die sich vereinsübergreifend und bundesweit für Fan- und Vereinsinteressen im Fußball einsetzt.
Der Verein zeigt Probleme im deutschen Fußball auf und versucht, Fans, Vereine, Funktionäre und Verbände an einen Tisch zu bringen, damit gemeinsam Lösungen gefunden werden. Mit einem Antrag bei der UNESCO möchte der FC PlayFair! die Fußball-Fankultur als schützenswertes Kulturgut anerkennen lassen. Die Mitglieder von FC PlayFair! sind Anhänger der unterschiedlichsten Clubs. Initiator und Gründer Claus Vogt war von Dezember 2019 bis Juli 2024 Präsident des VfB Stuttgart. Zusammen mit Cem Özdemir, Urs Meier und Markus Hörwick bildet er den Vereinsbeirat.

## Geschichte
Der Verein wurde im Januar 2017 von Familienunternehmer und Fußballfan Claus Vogt und dem Sportökonomen André Bühler gegründet, um angesichts der immer weiter zunehmenden Kommerzialisierung im Profifußball in Deutschland und anderswo die dringendsten Probleme zu identifizieren und mögliche Lösungsansätze aufzuzeigen. Der Verein umfasst inzwischen über 130 Mitglieder, die sich bundesweit übervereinlich für den Verein einsetzen. Der 2018 gegründete Vereinsbeirat, bestehend aus Claus Vogt, Cem Özdemir, Urs Meier und Markus Hörwick, steht unterstützend und beratend zur Verfügung.

## Projekte
Studie „Situationsanalyse Profifußball 2017“
Im Mai 2017 gab der FC PlayFair! in Kooperation mit dem Sportmagazin kicker die „Situationsanalyse Profifußball 2017“ heraus. Im Rahmen dieser wissenschaftlichen Studie wurden Fans aller Vereine der ersten und zweiten Bundesliga gefragt: „Wo drückt Euch der Schuh?“ Ziel dieser vom Deutschen Institut für Sportmarketing an der Hochschule für Wirtschaft und Umwelt (HfWU) Nürtingen-Geislingen erstellten Studie war es, auf möglichst breiter Basis Probleme zu identifizieren und mögliche Lösungsansätze aufzuzeigen. 17.330 Fußballfans aus ganz Deutschland haben sich an der Studie beteiligt. Viele Medien haben darüber berichtet. Die Studie steht kostenlos auf der Homepage des Vereins zur Verfügung.
 UNESCO-Antrag 
Der Verein sieht die Fußball-Fankultur als schützenswertes Kulturgut an. Hierzu wurde bei der UNESCO der Antrag eingereicht, diese Fußball-Fankultur in Zeiten der Überkommerzialisierung schützen zu lassen.
UFFL-Fan-App
Die kostenlose App UFFL bietet Fußballfans die Möglichkeit, mit anderen Fans über Fußball-bezogene Themen und Inhalte zu diskutieren, Bilder und Filme zu teilen, oder die Spiele des Heimatvereins live zu tickern und zu kommentieren.
Umfrage Anstoßzeiten/Videobeweis
Zusammen mit dem Sportmagazin kicker wurde eine Umfrage zu den Anstoßzeiten der Fußball-Bundesliga durchgeführt. 186.254 Personen beteiligten sich daran. Im Ergebnis lehnten neun von zehn Teilnehmern den Montagabend als Anstoßzeit kategorisch ab. Außerdem wurde im Sommer 2019 eine weitere Umfrage zum Thema Videobeweis durchgeführt, bei dem 153.723 Fußballfans teilgenommen haben. Die Ergebnisse zeigen deutlich, dass der Videobeweis in seiner jetzigen Form nicht funktioniere.
Mitbestimmung Fans
Es wurde durch ein Mitglied des FC PlayFair! eine wissenschaftliche Arbeit zu der Frage angefertigt, wie und ob Mitglieder von Vereinen mehr Mitbestimmung ausüben können – als „Fanvertreter in Aufsichtsräten“ der Vereine der Fußball-Bundesliga.
Nachhaltigkeit
Der Verein nimmt sich stark dem Thema Nachhaltigkeit an und erarbeitet in einem Ausschuss mit mehreren Mitgliedern ein Projekt, welches Vereine und Verbände unterstützen wird.
Fußballschulen
Der Verein ist Schirmherr zweier Fußballschulen. Die eine ist Home of Goals, die andere FUSSBALLSTARZ – PlayFair like Kenny gegründet von Kenny Krause, der auch Leiter der Abteilung Jugend- und Amateurfußball beim FC PlayFair! ist. Das Ziel beider Fußballschulen ist es, nicht nur die Kinder und Jugendlichen sportlich zu fördern, sondern ihnen schon früh Werte zu vermitteln, die ihnen in ihrem weiteren Leben helfen sollen.